# Бизо
Бизо (фр. Bizot) насеље је и општина у источној Француској у региону Франш-Конте, у департману Ду која припада префектури Монбелијар.
По подацима из 2011. године у општини је живело 272 становника, а густина насељености је износила 34,65 становника/km². Општина се простире на површини од 7,85 km². Налази се на средњој надморској висини од 930 метара (максималној 1.063 m, а минималној 887 m).

## Демографија
| 1962. | 1968. | 1975. | 1982. | 1990. | 1999. | 2011. |
| ----- | ----- | ----- | ----- | ----- | ----- | ----- |
| 118   | 129   | 94    | 131   | 146   | 198   | 272   |

График промене броја становника у току последњих година